# Rizwan Akhtar
Rizwan Akhtar (ourdou : رضوان اختر) est un militaire pakistanais. Il est surtout connu pour avoir été le directeur général de l'Inter-Services Intelligence (ISI), principale branche des services secrets pakistanais. Il a été nommé à ce poste le 22 septembre 2014 et a pris ses fonctions le 8 novembre 2014, en remplacement de Zaheerul Islam. Il quitte ses fonctions deux ans plus tard, remplacé par Naveed Mukhtar.

## Carrière militaire

### Carrière dans l'armée
Le Lieutenant-général Rizwan a été promu dans l'armée pakistanaise au sein du régiment des forces frontalières en septembre 1982. Il commandait la brigade d'infanterie et la division d'infanterie dans les zones tribales. Anciennement ranger dans la province du Sind, le major-général Rizwan Akhtar avait été affecté à la tâche de mener les opérations armées à Karachi. Akhtar est également considéré comme ayant une vaste expérience en contre-insurrection grâce à une affectation précédente dans la région frontalière du Waziristan du Sud, de 2010 à 2012.

### Directeur général de l'ISI
Le 22 septembre 2014, Rizwan Akhtar est nommé directeur-général de l'Inter-Services Intelligence (ISI), les puissants services de renseignement de l'armée, en remplacement de Zaheerul Islam. Il est nommé par le Premier ministre Nawaz Sharif, dans un contexte de transition au sein de l'armée. Il est d'ailleurs vu comme un proche de Raheel Sharif, nommé chef de l'armée un an plus tôt. Akhtar prend ses fonctions le 8 novembre 2014.
Lors de ses fonctions, il doit faire face à l'insurrection djihadiste qui frappe le pays depuis 2004, et plus particulièrement à la recomposition des groupes que combat l'armée. Akhtar est d'ailleurs vu comme favorable à un rapprochement avec l'Inde, une plus grande transparence et moins d'ingérence dans les affaires du gouvernement civil.

## Carrière universitaire
Rizwan Akhtar est diplômé de la Command and general Staff College (CGSC) de Quetta, de la National Defense University, d'Islamabad (NDU) et du United States Army War College, de Pennsylvanie, aux États-Unis. À l'US Army War College, Akhtar a rédigé un rapport de projet de recherche de stratégie intitulé « USA - Pakistan déficit de confiance et guerre contre le terrorisme » lors de son Master en études stratégiques.